# José María Pino Suárez
José María Pino Suárez (Tenosique, Tabasco, 8 de setembro de 1869 – Cidade do México, 22 de fevereiro de 1913) foi um político, jornalista, advogado e poeta mexicano. Foi assassinado na Cidade do México quando ocupava o cargo de vice-presidente do México, juntamente com o presidente Francisco I. Madero, durante a chamada Decena Trágica.

## Juventude e educação
Filho de Alfredo Pino Cámara, neto de Pedro Sáinz de Baranda, sobrinho do general Pedro Baranda e de Joaquín Casasús. Fez os seus primeiros estudos em Tenosique mudando-se depois para Yucatán onde terminou os seus estudos primários e secundários no Colégio de San Ildefonso. Mais tarde estudou direito na Escuela de Jurisprudencia, licenciando-se em 1894. Em Mérida exerceu a sua profissão juntamente com o jornalismo que abraçou por vocação, chegando a dirigir o jornal El Peninsular que defendia os direitos, então desprezados, da classe camponesa.

## Vida política
Como membro do Partido Nacional Antirreeleicionista, juntou-se a Francisco I. Madero quando este passou por Yucatán na sua primeira excursão pelo México. Pino Suárez organizou grupos leais em Tabasco e Yucatán. Além disso, quando MAdero esteve preso em San Luis Potosí, Pino Suárez escrevia-lhe com regularidade informando-o dos progressos revolucionários em Yucatán e Tabasco.
Quando Madero se libertou da prisão, assumiu a presidência provisória e dando seguimento ao Plano de San Luis, nomeou Pino Suárez Governador de Yucatán, cargo que desempenhou entre 5 de junho e 8 de agosto de 1911. Posteriormente, ao constituir-se o governo em Ciudad Juárez, Madero nomeou-o Secretário da Justiça, cargo que desempenhou até 13 de novembro de 1911.
Foi na sequência das eleições ganhas em novembro de 1911 que José María Pino Suárez chegou a vice-presidente do México. O Partido Nacional Antirreeleicionista havia-o designado candidato a este cargo e como candidato à presidência Francisco I. Madero. Ao ganhar a eleição e ao instalar-se o novo governo, os inimigos políticos tornaram o governo impossível e mediante diversas manobras forçaram os recém-eleitos a renunciar aos seus respectivos cargos no dia 19 de fevereiro de 1913 durante a revolta conhecida como a Decena Trágica.

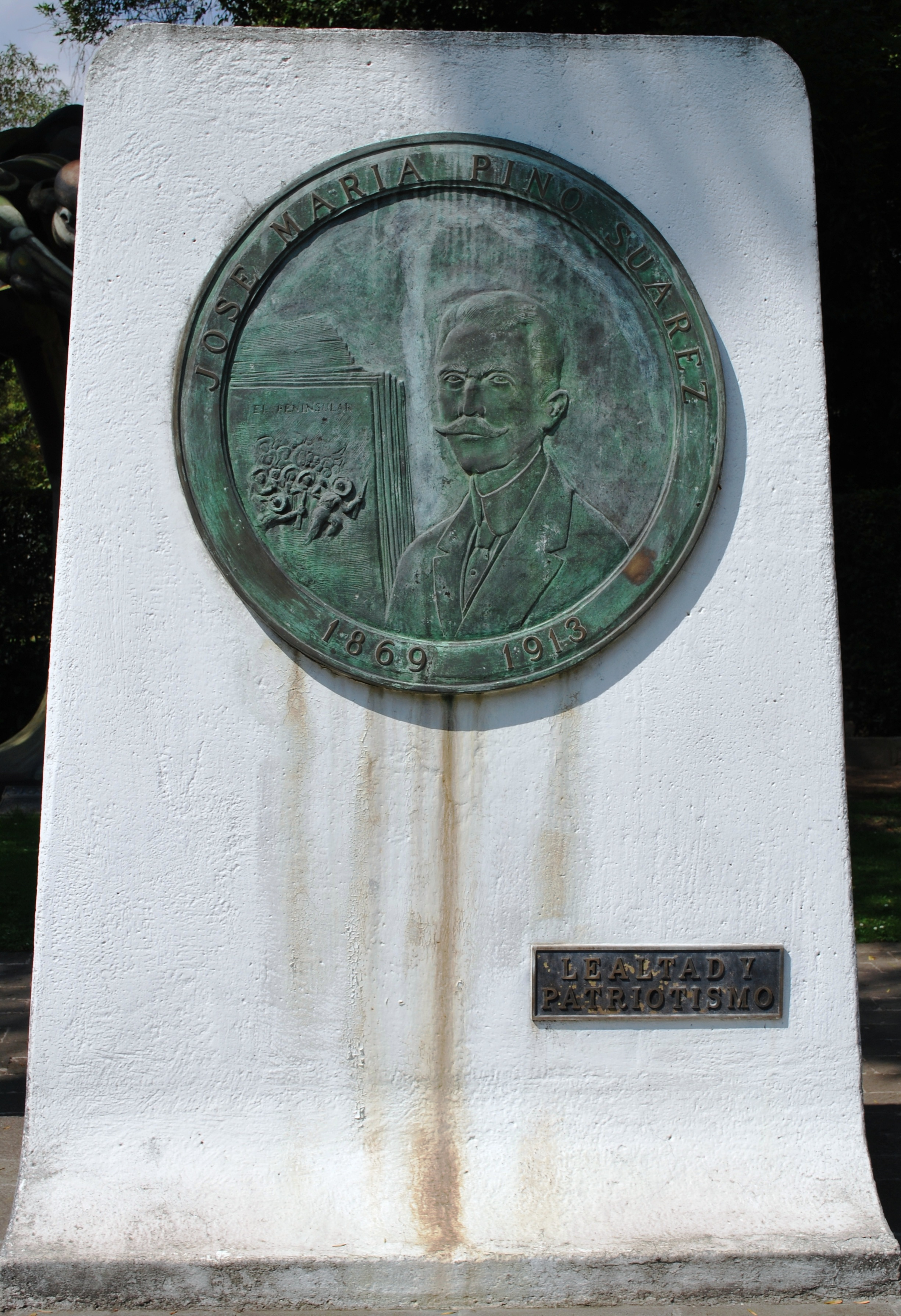
Sepultura de José María Pino Suárez na Rotunda das Pessoas Ilustres

Leal a Madero, Pino Suárez morreu junto com ele e pela mesma causa. No dia 22 de fevereiro de 1913, foram assassinados próximo da penitenciária do Distrito Federal, para onde estavam a ser trasladados com tal propósito premeditado. Os acontecimentos da Decena Trágica foram encabeçados por Bernardo Reyes, Félix Díaz e Victoriano Huerta. Os seus restos mortais foram inumados e trasladados para a Rotunda das Pessoas Ilustres em novembro de 1986.

## Obra poética
No campo das letras, no qual também se destacou, Pino Suárez foi autor de Melancolías 1896 e de Procelarias 1903. Escreveu o prólogo de Memorias de un alférez, obra de Eligio Ancona, em 1904.